# Üzbég szom
Az üzbég szom (üzbégül: soʻm, cirill betűvel сум) Üzbegisztán jelenlegi hivatalos pénzneme. A Szovjetunióban a rubelt kazah, kirgiz és üzbég nyelven szomnak (olykor szumnak) nevezték, és a rubelbankjegyeken is feltüntették. A szó jelentése a török nyelveken megfelel a tiszta vagy szín- szavaknak, és a színaranyra utal. Az üzbég szomot 1000%-ot is elérő infláció sújtotta a függetlenség első éveiben, az IMF javaslataira épülő stabilizációs program eredményeként azonban ezt sikerült egy számjegyűre szelídíteni 2003-ra, amit azóta is tartanak.

## Története
Akárcsak a Szovjetunió többi utódállama, egy ideig még Üzbegisztán is a szovjet és az orosz rubelt használta. Habár Oroszország 1993. augusztus 31-ig kivonta a forgalomból az 1993 előtti kiadású bankjegyeket, Üzbegisztánban ezek (az újabb kiadású rubelekkel együtt) továbbra is forogtak egészen az önálló valuta bevezetéséig. Ez 1993. november 29-én történt meg, eddigre Üzbegisztánnak el kellett hagynia a rubelövezetet, és saját pénzt kellett kibocsátania. A szom kuponpénz 1 : 1 arányban lépett a rubel helyébe. Csak papírpénz formájában létezett 1, 3, 5, 10, 25, 50, 100, 200, 500, 1000, 5000 és 10 000 szom címletekben. Mivel már eleve átmeneti pénznek szánták, a kivitel egyszerű volt, az egyes kuponok csak színben és értékjelzésben különböztek egymástól: az előoldalra az ország címere, a hátoldalra egy iszlám stílusú épület került.
A második szomot 1994. július 1-jén vezették be 1 új szom = 1000 régi szom átváltási arányban. Bevezetésekor 1 dollár kb. 7 új szomot ért, 2021 elején pedig már több mint 10 000-et. A szomot a hatóságok folyamatosan leértékelik, hogy fenntartsák az üzbég export versenyképességét és hogy kövessék a valuta feketepiaci leértékelődését. 2000 áprilisában a hivatalos és a feketepiaci árfolyam között hatalmas, 400%-os volt az eltérés, ezért a szomot hivatalosan is leértékelték, ez viszont a feketepiaci árfolyam további süllyedéséhez vezetett. Máig sem sikerült a kettő közötti eltérést megszüntetni: a feketepiaci árfolyam kb. 20%-kal gyengébbre tartja a szomot, mint a hivatalos. Az üzbég szom csak korlátozásokkal váltható át más valutákra, többes árfolyamrendszer van érvényben, és a vállalatok is csak külön kérvényezési eljárás keretében juthatnak kemény valutához.
Érméből két sorozatot adtak ki: az elsőt cirill betűs, a másodikat latin betűs feliratokkal.
A jegybank 2017 szeptemberében olyan intézkedéseket hozott annak érdekében, hogy visszaszorítsa a feketepiaci tevékenységet, amellyel a korábban 4000 szom/amerikai dolláros árfolyam hirtelen 8000 szom/dollárra esett.
2021-ben új bankjegyek kerültek forgalomba 2000, 5000, 10000 és 20000 szom címletekkel.

## Érmék

### Korábbi érmék
| kép | érték    | anyag  | leírás                           | leírás        | verés dátum            |
| kép | érték    | anyag  | előlap                           | hátlap        | verés dátum            |
| --- | -------- | ------ | -------------------------------- | ------------- | ---------------------- |
|     | 1 tiyin  | réz    | Üzbegisztán címere 12 csillaggal | érték, évszám | 1994                   |
|     | 3 tiyin  | réz    | Üzbegisztán címere 12 csillaggal | érték, évszám | 1994                   |
|     | 5 tiyin  | réz    | Üzbegisztán címere 12 csillaggal | érték, évszám | 1994                   |
|     | 10 tiyin | nikkel | Üzbegisztán címere 12 csillaggal | érték, évszám | 1994                   |
|     | 20 tiyin | nikkel | Üzbegisztán címere 12 csillaggal | érték, évszám | 1994                   |
|     | 50 tiyin | nikkel | Üzbegisztán címere 12 csillaggal | érték, évszám | 1994                   |
|     | 1 szom   | nikkel | Üzbegisztán címere 12 csillaggal | érték, évszám | 1997, 1998, 1999       |
|     | 5 szom   | nikkel | Üzbegisztán címere 12 csillaggal | érték, évszám | 1997, 1998, 1999       |
|     | 10 szom  | nikkel | Üzbegisztán címere 12 csillaggal | érték, évszám | 1997, 1998, 1999, 2000 |

### 2000-es sorozat
| Kép | érték    | tulajdonságok | tulajdonságok | tulajdonságok    | leírás  | leírás                     | leírás                       | dátumok    | dátumok         |
| Kép | érték    | átmérő        | súly          | anyag            | szegély | előlap                     | hátlap                       | kibocsátás | visszavonás     |
| --- | -------- | ------------- | ------------- | ---------------- | ------- | -------------------------- | ---------------------------- | ---------- | --------------- |
|     | 1 szom   | 18,4 mm       | 2,83 g        | acél             | bordás  | Üzbegisztán címere, évszám | érték, Üzbegisztán térképe   | 2000       | 2019. július 1. |
|     | 5 szom   | 21,2 mm       | 3,35 g        | réz              | sima    | Üzbegisztán címere, évszám | érték, Üzbegisztán térképe   | 2001       | 2019. július 1. |
|     | 10 szom  | 19,75 mm      | 2,71 g        | nikkel           | sima    | Üzbegisztán címere, évszám | érték, Üzbegisztán térképe   | 2001       | 2019. július 1. |
|     | 25 som   | 27 mm         |               | nikkel           | sima    | Üzbegisztán címere, évszám | érték, Jaloliddin Manguberdi | 1999       | 2019. július 1. |
|     | 50 szom  | 26,1 mm       | 8 g           | nikkel           | sima    | Üzbegisztán címere, évszám | érték, Üzbegisztán térképe   | 2001       | 2019. július 1. |
|     | 50 szom  | 26,1 mm       | 7,9 g         | nikkel           | sima    | Üzbegisztán címere, évszám | érték, Shahrisabz-szobor     | 2002       | 2019. július 1. |
|     | 100 szom | 26,9 mm       | 7,9 g         | nikkelezett acél | felirat | Üzbegisztán címere, évszám | érték, Üzbegisztán térképe   | 2004       | 2019. július 1. |

### 2018-as sorozat
| Kép | névérték  | tulajdonságok | tulajdonságok | tulajdonságok               | leírás  | leírás             | leírás                                          | dátumok         | dátumok     |
| Kép | névérték  | átmérő        | tömeg         | összetétel                  | szegély | előlap             | hátlap                                          | kibocsátás      | visszavonás |
| --- | --------- | ------------- | ------------- | --------------------------- | ------- | ------------------ | ----------------------------------------------- | --------------- | ----------- |
|     | 50 szom   | 18 mm         | 2 g           | nikkelezett acél            | sima    | Üzbegisztán címere | névérték                                        | 2018. július 2. | forgalomban |
|     | 100 szom  | 20 mm         | 2,5 g         | nikkelezett acél            | sima    | Üzbegisztán címere | taskenti függetlenségi emlékmű                  | 2018. július 2. | forgalomban |
|     | 200 szom  | 22 mm         | 3,3 g         | nikkelezett acél            | sima    | Üzbegisztán címere | tigris-mozaik Szamarkandban                     | 2018. július 2. | forgalomban |
|     | 500 szom  | 24 mm         | 3,9 g         | nikkelezett acél            | sima    | Üzbegisztán címere | Egyezmény palota (Anjumanlar Saroyi) Taskentben | 2018. július 2. | forgalomban |
|     | 1000 szom | 26,27 mm      | 3,9 g         | gyűrű: nikkel mag: sárgaréz | sima    | Üzbegisztán címere | Az iszlám civilizáció központja Taskentben      | 2022            | forgalomban |

## Bankjegyek

### 1994-es sorozat
2019. február 25-én bocsátották ki a 100 000 szomos bankjegyet.
| kép    | kép    | névérték     | méret       | szín             | leírás                | leírás                                      | dátumok             | dátumok         |
| előlap | hátlap | névérték     | méret       | szín             | előlap                | hátlap                                      | kibocsátás          | visszavonás     |
| ------ | ------ | ------------ | ----------- | ---------------- | --------------------- | ------------------------------------------- | ------------------- | --------------- |
|        |        | 1 szom       | 120 x 62 mm | zöld             | címer                 | Alisher Navoi Opera- és Balettszínház       | 1994                | 2019. július 1. |
|        |        | 3 szom       | 120 x 62 mm | vörös            | címer                 | Çaçma Ayub Mazar-mecset Buharában           | 1994                | 2019. július 1. |
|        |        | 5 szom       | 142 x 69 mm | kék és narancs   | címer és iszlám minta | Ali Shir Nawai-emlékmű Taskentben           | 1994                | 2019. július 1. |
|        |        | 10 szom      | 142 x 69 mm | ibolya           | címer és iszlám minta | Gur-e Amir Szamarkandban                    | 1994                | 2019. július 1. |
|        |        | 25 szom      | 142 x 69 mm | kék és rózsaszín | címer és iszlám minta | Kazi Zade Rumi mauzóleuma Shah-i-Zindában   | 1994                | 2019. július 1. |
|        |        | 50 szom      | 142 x 69 mm | barna            | címer és iszlám minta | Medresze                                    | 1994                | 2019. július 1. |
|        |        | 100 szom     | 142 x 69 mm | bíbor            | címer és iszlám minta | Druzsba Narodov palota Taskentben           | 1994                | 2019. július 1. |
|        |        | 200 szom     | 144 x 78 mm | zöld             | címer                 | mitológia tigris Szamarkandban              | 1997                | 2020. július 1. |
|        |        | 500 szom     | -           | vörös és zöld    | címer                 | Timur Lenk szobra                           | 1999                | 2020. július 1. |
|        |        | 1000 szom    | -           | szürke           | címer                 | Amir Timur múzeum Taskentben                | 2001                | forgalomban     |
|        |        | 5 000 szom   | 144 x 78 mm | barna, zöld      | címer                 | Népi Gyűlés épülete                         | 2013. július 1.     | forgalomban     |
|        |        | 10 000 szom  |             | kék              | címer                 | a Szenátus épülete                          | 2017. március 10.   | forgalomban     |
|        |        | 50 000 szom  |             | világoskék       | Ezgulik szobor        | Egyezmények palotája (Anjumanlar Saroyi)    | 2017. augusztus 22. | forgalomban     |
|        |        | 100 000 szom |             | zöld             | Mirzo Ulugbek         | Mirzo Ulugbek Csillagvizsgáló Szamarkandban | 2019. február 25.   | forgalomban     |

### 2021-es sorozat
| kép    | kép    | névérték     | méret       | szín         | leírás                                                                                          | leírás | dátumok   | dátumok             | dátumok     |
| előlap | hátlap | névérték     | méret       | szín         | előlap                                                                                          | hátlap | nyomtatás | kibocsátás          | visszavonás |
| ------ | ------ | ------------ | ----------- | ------------ | ----------------------------------------------------------------------------------------------- | --- | --------- | ------------------- | ----------- |
|        |        | 2 000 szom   | 142 × 69 mm | vörös        | Bukhara Arch, karaván útvonalak Üzbegisztán térképén, Honatlas textilminták                     | Varahsha romjai az ősi karavánút Poykend, agyagedény és műtárgy | 2021      | 2021. június 14     | forgalomban |
|        |        | 5 000 szom   | 142 × 69 mm | zöld         | Sherdor madrasa Szamarkandban                                                                   | Afrosiyob i.e. 8-5. századi régészeti emlékei, Afrosiyob romjai között találtak egy 10. századi kerámiakancsót és egy dombornyomott kerámiatálat                                             | 2021      | 2021. augusztus 20. | forgalomban |
|        |        | 10 000 szom  | 147 x 69 mm | kék          | Nagy Selyemút, Kokaldosh madrasasi építészeti emlékmű Taskentben                                | A legrégebbi emlékmű Taskent területén, amely a Kr.e. 1. századból származik - Shoshtepa régészeti emlék, Taskent ókori kerámiája, 10-12. századi kerámia és 10. századi háztartási eszközök | 2021      | 2021. augusztus 20. | forgalomban |
|        |        | 20 000 szom  | 147 x 69 mm | indigó       | Jonbox-qal'a régészeti emlékmű, karaván útvonalak Üzbegisztán térképén, textilminták            | 6. századi kerámia Aralból és Kaszpi-tengerből, hímzésminta | 2021      | 2021. június 14.    | forgalomban |
|        |        | 50 000 szom  | 147 x 69 mm | lila         | Al-Hakim At-Tirmizi sírja Surkhandarjában, karaván útvonalak Üzbegisztán térképén               | Fayoztepa régészeti emlékmű ősi régészeti emlékmű Surkhondaryoban, repülő galamb, 17. századi kerámia Sopollitepából                                                                         | 2021      | 2021. december 22.  | forgalomban |
|        |        | 100 000 szom | 152 x 69 mm | narancssárga | Ichan Qal'a múzeum Khivában, Khorezm, karaván útvonalak Üzbegisztán térképén                    | Angkaqal'a Archeologiya Yodgorligi erőd Horezmban, Kr.e. 1. századi ezüstérme, 10. századi kerámia Horezmból                                                                                 | 2021      | 2021. december 22.  | forgalomban |
|        |        | 200 000 szom | 152 x 69 mm | cián         | Xudoyorxon O'rdasi (Kán palotája) Kokandban, Ferganában, karaván útvonalak Üzbegisztán térképén | Axsikent Arxeologiya Yodgorligi (ősi régészeti emlék) az ókori Ferganában, gránátalma, kétfejű kígyó és kerámia tál                                                                          | 2022      | 2022. július 15.    | forgalomban |